# Ліпно (гміна, Ліпновський повіт)
Гміна Ліпно (пол. Gmina Lipno) — сільська гміна у північній Польщі. Належить до Ліпновського повіту Куявсько-Поморського воєводства.
Станом на 31 грудня 2011 у гміні проживало 11692 особи.

## Площа
Згідно з даними за 2007 рік площа гміни становила 209.72 км², у тому числі:
- орні землі: 67.00%
- ліси: 23.00%

Таким чином, площа гміни становить 20.65% площі повіту.

## Населення
Станом на 31 грудня 2011:
| Опис     | Загалом | Загалом | Чоловіки | Чоловіки | Жінки | Жінки |
| -------- | ------- | ------- | -------- | -------- | ----- | ----- |
| одиниця  | осіб    | %       | осіб     | %        | осіб  | %     |
| все      | 11692   | 100     | 5796     | 49.57    | 5896  | 50.43 |
| міське   | 0       | 100     | 0        |          | 0     |       |
| сільське | 11692   | 100     | 5796     | 49.57    | 5896  | 50.43 |

## Сусідні гміни
Гміна Ліпно межує з такими гмінами: Бобровники, Ліпно, Хростково, Черніково, Фаб'янкі, Кікул, Скемпе, Вельґе.